# Corrado Caracciolo
Corrado Caracciolo (Napoli, 1360 circa – Bologna, 15 febbraio 1411) è stato un cardinale e arcivescovo cattolico italiano.

## Biografia
Nato a Napoli da un'illustre famiglia, era detto anche il "cardinale di Mileto", di cui era vescovo.
Fu creato cardinale presbitero col titolo di San Crisogono nel concistoro del 12 giugno 1405 da papa Innocenzo VII. Fu camerlengo di Santa Romana Chiesa dal 1404 al 1406.
Partecipò al conclave del 1406 che elesse papa Gregorio XII, ma poco dopo abbandonò l'obbedienza romana per passare a Pisa. Prese parte al conclave del 1409, in cui venne eletto l'antipapa Alessandro V, che lo nominò legato a latere in Lombardia.
Si adoperò per la riunificazione della Chiesa e la fine dello scisma d'Occidente assieme agli pseudocardinali creati dall'antipapa Benedetto XIII.
Morì a Bologna ed è sepolto nella cattedrale della città.